# كالفن كيس
الدكتور كالفن سوفيريل كيس (24 أبريل 1847 - 16 أبريل 1923) هو طبيب تقويم أسنان أمريكي معروف بأنه واحد من أقدم الشخصيات البارزة في مجال تقويم الأسنان. بذل دكتور كيس مجهودًا مكثفًا لعلاج الشفة الأرنبية والحنك المشقوق واستطاع أن يبتكر فكرة المسد الغشائي. يشتهر الدكتور كيس بالنقاش الاستخراجي لعام 1911 الذي حدث بينه وبين الدكتور إدوارد أنغل أند.

## الحياة الشخصية
وُلد كيس في جاكسون، ميشيغان في عام 1847. تخرج من مدرسة فاييت الثانوية (أوهايو) في جونزفيل في 1864. ثم خدم في الجيش الأمريكي خلال الحرب الأهلية الأمريكية في عام 1864. بعد انتهاء الحرب في عام 1865، بدأ دراسة طب الأسنان في واحدة من كليات طب الأسنان المحلية في جونزفيل، ميشيغان. في عام 1867، أصبح شريكا مع دكتور چي روبنسون في جاكسون، ميشيغان في مكتب طب الأسنان. وحضر في نهاية المطاف كلية أوهايو لجراحة الأسنان وتخرج من هناك في عام 1871، ليصبح واحدًا من أوائل الرجال المتخرجين في ولاية ميشيغان في طب الأسنان. في عام 1881، قبل منصب أستاذ في كلية طب الأسنان في جامعة ميشيغان. كما درس في كلية الطب في جامعة ميشيغان في نفس الوقت وتخرج هناك من عام 1884. تزوج دكتور كيس من ملكة جمال فلورنسا باكستر في عام 1868.
شارك الدكتور كيس في بطولة الرماية الوطنية في شيكاغو في عام 1909 واحتل المرتبة الثانية في بطولة المعوقين الرجال. كان كيس من الرماة المهرة، إذ كان يتدرب في منزله في كنتورث، إلينوي. شغل الدكتور كيس منصب رئيس جمعية ولاية ميشيغان لطب الأسنان من 1889-1890. ثم قبل منصب أستاذ طب الأسنان الاصطناعي وتقويم الأسنان في مستشفى شيكاغو الأسنان. في عام 1895، كان رئيس جمعية شيكاغو لتقويم الأسنان. وواصل تعليم تقويم الأسنان في كلية شيكاغو لجراحة الأسنان لبقية حياته.

## الحياة المهنية
خلال حياته، نشر دكتور كيس 123 مقالًا من 1881 إلى 1923. وكانت أول ورقة له بعنوان تعليم «طب الأسنان والميكانيكا» التي نشرت في مجلة ولاية أوهايو لعلوم الأسنان في عام 1881. شارك دكتور كيس كمؤلف لأحد الفصول في كتاب «الكتاب الأمريكي من طب الأسنان المنطوق» في عام 1897 وبالإضافة إلى ذلك، كتب العديد من الكتب المدرسية الأخرى.
ذاع صيت الدكتور كيس كطبيب أسنان رائد فيما يتعلق بالتصحيح الاصطناعي للحنك المشقوق. في واحدة من الأوراق التي نشرها في عام 1885، سمّى طريقة لإنتاج المسد الغشائي للحنك المشقوق، كطريقة يمكن استخدامها في علاج الأطفال ذوي الشفة الأرنبية والحنك المشقوق. سمح هذا المسد باستعادة وظيفة الحنك وجعلها سهلة، كما سمحت للأطفال بالتحدث بشكل صحيح.

## الجدل مع الدكتور إدوارد أنجل
طوال حياته المهنية، كان من المعروف أن دكتور كيس لديه العديد من الأفكار المعاكسة للدكتور إدوارد أنغل في المقام الأول، كان كل من هذه الأرقام الانقسام بسبب وجهات نظرهم على خلع الأسنان مقابل عدم خلع الأسنان عند علاج سوء التغذية في تخصص تقويم الأسنان. بدأ الجدل كله بين دكتور أنغل ودكتور كيس عندما زعم دكتور أنغل أن استخدام الأشرطة المطاطية الفوقية كانت استخدم لأول مرة من قبل الدكتور هنري ألبرت بيكر، قبل أن يستخدمه دكتور كيس ادعى كالفين أنه في عام 1890 بدأ استخدام الأشرطة المطاطية لأول مرة عندما أبلغ عن هذا الاستخدام لجمعية شيكاغو الأسنان والمؤتمر الكولومبي الأسنان في عام 1893.
اشتهر الدكتور مارتن ديوي ممارسة تقويم الأسنان دون القيام بأي عمليات لخلع الأسنان. في الاجتماع السنوي للجمعية الوطنية لطب الأسنان في عام 1911، والمعروفة لاحقًا باسم جمعية طب الأسنان الأمريكية، خاض الدكتور كالفن كيس والدكتور كان ماثيو كريير نقاشًا ضد الدكتور إدوارد أنغل، والدكتور مارتن ديوي، والكتور ألبرت كيتشام الذين مثلوا «المدرسة الجديدة» في النقاش من 1911. خلال هذه المناقشة. قدم الدكتور كيس مقالة تسمى مسألة الخلع في تقويم الأسنان، تلتها مناقشات مختلفة من أخصائيي تقويم الأسنان. كان الدرس الرئيسي من النقاش هو أن تقويم الأسنان يجب أن يُعالج من قبل المتخصصين، وليس مزاولي مهنة طب الأسنان العاميين.